# 五所川原市立五所川原第三中学校
五所川原市立五所川原第三中学校（ごしょがわらしりつ ごしょがわらだいさんちゅうがっこう）は、青森県五所川原市大字広田にある公立中学校。

## 概要
- 本校は、1972年4月に栄中学校を改称した学校である。
- 校是は「質実剛健」、校訓は「親愛」「勤勉」「明朗」。教育目標は「たくましく 心豊かに 生きる生徒」、目指す学校像は「自慢できる学校」。これらは全て学校便りの題字欄に記載されている。
- 毎年、生徒会スローガンが定められている。記録の残る平成13年度から、英語のスローガンが続いてきたが、平成28年度以降は四字熟語が定着している。しかし、令和になってからは英語が主となっている。
- ほとんどの生徒が、五所川原市立栄小学校か五所川原市立三輪小学校の出身であり、その比率はおおよそ(栄:三輪)=(2:1)である。
- 三大行事と称し、春の運動会、秋の文化祭、冬の百人一首かるた大会を開催している。特に百人一首かるた大会は、2019年度で53回を数える伝統のある大会で、毎年多くのテレビ局や新聞社が取材する。
- 「五所川原第○中学校」4校の中では唯一、統併合が無い中学校である[1]。

## 沿革
- 1947年（昭和22年）4月1日 - 学校教育法（旧法）施行により、「栄村立栄中学校」として開校。当時は、栄村立栄小学校校舎に併設。
- 1950年（昭和25年）3月25日 - 新校舎竣工。
- 1954年（昭和29年）10月1日 - 栄村が五所川原町へ合併され、（旧）五所川原市発足により、「五所川原市立栄中学校」に改称。
- 1958年（昭和33年）12月21日 - 校歌制定。
- 1962年（昭和37年）
  - 10月30日 - 現在地に校舎完成。
  - 11月6日 - 移転。
- 1963年（昭和38年）12月7日 - 体育館竣工。
- 1972年（昭和47年）
  - 3月 - 鉄筋コンクリート造の校舎建設[2]。
  - 4月 - 「五所川原市立五所川原第三中学校」に改称。
- 1989年（平成元年）3月 - 鉄筋コンクリート造の体育館建設[2]。
- 2022年（令和4年）10月15日 - 創立50周年記念式典挙行[3]。

## 学区
- 大字稲実（字米崎・字開野・字稲葉の一部）
- 大字広田（字柳沼・字藤浦・字榊森、字下り松、字足代）
- 大字姥萢
- みどり町
- 中央（5丁目・6丁目）
- 大字湊
- 大字七ツ館
- 大字浅井
- 大字梅田
- 大字中泉

## アクセス
学校正門までの距離
- 弘南バスみどり町環状線「五所川原三中校前」バス停下車[注 1]。
- 弘南バス青森線「柳沼」バス停より、
  - 五所川原営業所前経由五所川原駅前・ELM行のりばから、徒歩約160m・約2分。
  - 大釈迦・新青森駅前・青森駅前経由青森矢田前行のりばから、徒歩約140m・約2分。
- 五所川原市中心部から車で約4km・約7分。

## 周辺
- 五所川原みどり町郵便局（1981年8月2日までは陸奥栄郵便局[4]）
- 認定こども園富士保育園

## 参考資料
- 『五所川原市史』636頁から640頁「第七編 現代の五所川原」・「第二章　市制施行後の五所川原 第五節 教育と文化 一 諸学校の変遷」と同史637頁「図27 中学校変遷図」
- 『青森県教育史 別巻』897頁「学校沿革史 中学校 (五所川原)第三中学校」。